# Region Centralno-Zachodni
Region Centralno-Zachodni (fr. Region Centre-Ouest) – jeden z 13 regionów w Burkinie Faso, znajdujący się w centralno-południowej części kraju.
W skład regionu wchodzą 4 prowincje:
- Boulkiemdé
- Sanguié
- Sissili
- Ziro